# Kolská jaderná elektrárna II
Kolská jaderná elektrárna II (rusky Кольская АЭС-2) je plánovanou jadernou elektrárnou v Rusku. Nacházet se bude v Murmanské oblasti, poblíž města Poljarnyje Zori, v sousedství Kolské jaderné elektrárny. Plány na výstavbu této elektrárny existují již od 90. let, postupují však pomalu. Disponovat bude třemi tlakovodními reaktory VVER o hrubém výkonu 600 MW každý, celkově tak bude elektrárna disponovat hrubým výkonem 1800MW.

## Historie a technické informace

### Počátky
Původně se místo druhé jaderné elektrárny počítalo s přidáním dvou čtyřsmyčkových tlakovodních reaktorů VVER-1000/320 do jaderné elektrárny Kola, čímž by její výkon vzrostl na 3760 MW. Po rozpadu Sovětského svazu byl plán na rozšíření Koly zrušen. Následnický stát, Ruská federace vytvořila nový program rozvoje jaderné energetiky a vznikly plány na rozšíření elektrárny Kola třemi čtyřsmyčkovými tlakovodními jadernými reaktory VVER-640, každý o výkonu 640 MW. Tyto tři reaktory měly být spouštěny mezi lety 2001 a 2010. Místní administrativa výstavbu nových bloků podpořila a přijala ji kladně, ale žádala různé podmínky. Mimo jiné požadovali bezplatné poskytování elektřiny a dálkového vytápění pro pracovníky elektrárny a také navýšení investičních částek pro sociální účely v regionu. Mnoho lidí z okolí elektrárny však byli proti rozšíření, protože v Murmanské oblasti tou dobou vzniklo nové zelené hnutí.

### Nová elektrárna
V roce 1994 byly plány změněny a bloky měly být postaveny samostatně jako nová elektrárna, 8 kilometrů od jaderné elektrárny Kola a deklarována jako Kolská jaderné elektrárna II. Do roku 1996 dozorový úřad Gosatomnadsdor zpracoval a schválil dokumenty o vlivu elektrárna na životní prostředí, takže 7. června 1996 mohlo být vydáno stavební povolení. Elektrárna však měla být postavena až po Leningradské jaderné elektrárně II, kde byl v té době také plánován reaktor typu VVER-640 a měl sloužit jako reference pro Kolskou jadernou elektrárnu II. Později bylo dodatečně rozhodnuto po Leningradu II postavit ještě Dálněvýchodní jadernou elektrárnu a Kolskou II až potom.
Na začátku února 1997 místní úřady potvrdily plány elektrárny se třemi reaktory VVER-640. Stavební povolení pro první blok bylo schváleno, ale pro další dva bloky bylo schválení odloženo. Případná realizace díla byla stále v nedohlednu z důvodu nejasností ohledně financování. Dne 3. března 1999 však ruský ministr pro atomovou energii Jevgenij Adamov vyjádřil o elektrárně pochybnosti a prohlásil, že jaderná elektrárna je v současné době nevyhovující a že peníze na elektrárnu by měly být raději investovány do modernizace stávajících bloků tak, aby mohly prodloužit životnost o 10 až 15 let. Za druhé, regiony s nedostatkem energie mají při získávání těchto prostředků větší prioritu. O týden dříve Minatom uvedl, že prostředky na Kola II budou použity na dostavbu jaderných elektráren Rostov, Kalinin a Kursk. V souladu s tím ministr vysvětlil, že diskuse o výstavbě Kola II by měla proběhnout znovu až zhruba po třech letech, až bude dokončeno prodloužení životnosti prvních bloků. Ohledně nahrazení jaderné elektrárny Kola však vysvětlil, že neexistuje jiná možnost, než postavit novou jadernou elektrárnu. S rozvojem Štokmanova ložiska přišla alternativa v podobě plynové elektrárny, i když se nepředpokládalo, že bude do roku 2020 v provozu. Preferovaným řešením však stále byla výstavba Kola II s uvedením do provozu v roce 2016.

### Po roce 2000
Dne 6. října 2006 přijel do oblasti generální ředitel Rosatomu Sergej Kirijenko, aby propagoval jadernou elektrárnu Kola II. Důvodem byl zájem sibiřského výrobce hliníku SUAL vybudovat v oblasti hliníkárnu a zásobovat ji elektřinou z jaderné elektrárny Kola II. Mezi 9. a 12. prosincem 2006 se v Apatitech, Oleněgorsku, Mončegorsku a Kandalakši konala veřejná slyšení o projektu jaderné elektrárny. Účelem této akce bylo vyslechnout názory veřejnosti na výstavbu elektrárny Kola II. 89 % všech dotázaných byla proti výstavbě jaderné elektrárny. Podle těchto výsledků se ekologická hnutí zastávala toho, že plánování projektu by mělo být provedeno pouze se souhlasem obyvatel oblasti a navrhlo referendum v Murmanské oblasti o tom, zda má být elektrárna postavena nebo ne. Kirijenko ve skutečnosti zastával podobný názor, že jaderné elektrárny by se měly stavět pouze v regionech, kde je přijetí jaderné elektrárny vyšší než 50 %. Ekologická hnutí proto chtěla poslat své výsledky ze slyšení Sergeji Kirijenkovi a představenstvu hliníkáren SUAL.
Sergej Obosov, generální ředitel Rosenergoatomu, byl také kritický k výstavbě nové elektrárny dne 21. ledna 2007, když uvedl, že výstavba Kola II by byla neekonomická. Obosov však již dříve kritizoval stavbu Leningradu II a označil ji za nehospodárnou. Uvedl však, že Rosenergoatom se stavbě Kola II nebrání. Vysvětlil, že budoucnost elektrárny bude projednána se společností SUAL, jakožto největším spotřebitelem energie z jaderné elektrárny a s provozovatelem sítě v oblasti. S ohledem na nově stanovený federální cílový program, který počítá s výstavbou jaderných elektráren v letech 2007 až 2010 a 2015, nebyla Kola II při plánování zohledněna, což znamená, že na elektrárnu by nebylo možné alokovat finance ze státního rozpočtu Ruska. Jurij Jevdokimov, guvernér oblasti, řekl, že se nechce vzdát elektrárny, protože energie pro SUAL by byla naléhavě potřeba, což by podle Obozova nebylo dost. Alternativou by bylo odvedení energie pomocí nového vedení do Petrohradu, což však Obosov také prezentoval jako ekonomicky nevýhodné. Stavbu druhé jaderné elektrárny proto označil za neefektivní. Jako alternativa byla projednána také výstavba jinde, blíže k městu Murmansk, což by zlepšilo ekonomickou životaschopnost projektu.
V květnu 2007 Sergej Kirijenko prohlásil, že Kola II bude postavena za každých okolností. Nebyl však schopný dodat žádný harmonogram. Kirijenko uvedl, že jedním z důvodů výstavby bylo to, že až skončí životnost jaderné elektrárny Kola, Finsko by byla jedinou zemí, která by mohla pro Murmanskou oblast dodávat elektřinu. V souladu s tím oznámil, že Rosenergoatom zveřejní podrobný plán výstavby závodu s odpovídajícími stavebními náklady. Podle toho se rozhodne, zda elektrárnu postaví soukromý investor nebo Rosenergoatom. Projekt měl být realizován, jakmile výrobci hliníku SUAL a RUSAL podepíší odpovídající smlouvu. Jako typ reaktoru měl Atomenergoprom myšlenku postavit čtyři varné reaktory typu VK-300 , což by z Koly II učinilo unikátní projekt reaktoru v Rusku. V září 2007 se očekávalo, že Kola II bude v provozu v letech 2017 až 2020. V únoru 2008 zveřejnil Rosenergoatom plán výstavby nových jaderných elektráren do roku 2020, který zahrnoval i výstavbu Kola II se čtyřmi bloky. Financování však dosud nebylo zajištěno.
Vzhledem k zájmu Gazpromu o rozvoj plynového pole Štokman došlo v dubnu 2008 k jednání o vybudování dvou větších dodatečných reaktorů kromě malých 300 MW elektráren s cílem zvýšit celkový výkon Kola II na 2500 MW. Rosenergoatom tyto změny projektu potvrdil. Dne 9. června 2008 uzavřel Rosatom s Murmanskou oblastí dohodu o výstavbě jaderné elektrárny. Smlouvu podepsali Sergej Kirijenko a Jurij Jevdokimov. V září 2008 vydal Rosatom pokyny k realizaci projektu, aby se bloky mohly v letech 2017 až 2019 uvést do provozu a nahradit tak budoucí ztracenou kapacitu jaderné elektrárny Kola. Výrobna hliníku, kterou kdysi plánovala společnost SUAL, nyní vlastněná společností RUSAL, byla v tomto okamžiku zamítnuta.

### Po roce 2010
Během návštěvy Alexandra Lokšina, ředitele plánování projektu v Rosatomu, v jaderné elektrárně Kola mezi 19. a 20. lednem 2012, oznámil, že plány pro jadernou elektrárnu Kola II byly změněny a nyní počítají se dvěma VVER -1300/510 (VVER-TOI). Každý z bloků by měl mít kapacitu 1250 MW hrubého výkonu. Uvedl také, že byly v roce 2012 dány k dispozici příslušné finanční prostředky na projektové plánování elektrárny. Z této předběžné projektové fáze bude vycházet i posouzení vlivů na životní prostředí. Oproti dřívějším plánům se s uvedením do provozu nepočítalo dříve než v roce 2020 kvůli změně projektu. Změna konstrukce reaktoru však vyřešila několik problémů, včetně snížení stavebních nákladů pod hodnotu stanovenou ve federálním stavebním programu. Návrh navíc umožňuje využití stávající infrastruktury Jaderné elektrárny Kola, což snížilo náklady na novou infrastrukturu. Postavením dvou bloků je také celý projekt kompaktnější. Rosenergoatom byl však otevřený investorům. Na projednávání projektu v únoru 2012 v Murmansku však zazněly o plánech rozporuplné informace. Bylo řečeno, že první blok bude uveden do provozu v roce 2023. Pokud by to bylo realizováno tímto způsobem, došlo by k výpadku elektřiny, protože první dva bloky jaderné elektrárny Kola měly být odstaveny v letech 2018 a 2019. Jedinou proveditelnou možností, která byla zvažována k odstranění této mezery, bylo prodloužení provozu dvou bloků. Zároveň však stále nepadlo konečné rozhodnutí o realizaci jaderné elektrárny Kola II. OKBM Nižnij Novgorod proto navrhlo výstavbu dvou VBER-500, pokročilého tlakovodního reaktoru, který by teoreticky mohl být realizován rychleji než reaktor VVER-TOI.
V prosinci 2012 bylo oznámeno, že rozhodnutí o realizaci elektrárny Kola II bude přijato v roce 2013, oznámil to ředitel jaderné elektrárny Kola Vasilij Omelčuk. Varoval však také před uzavřením prvních dvou bloků jaderné elektrárny Kola a nedostatkem energie. I kdyby se Kola II začala stavět v roce 2016, doba výstavby dvou VVER-1300 by se pohybovala kolem sedmi až osmi let. Ukázalo se však, že oba bloky nebude možné postavit, protože bloky s výkonem 1250 MW převyšují výkon místní energetické sítě, která má kapacitu 800 MW. Podle návrhu OKBM byla zadána předběžná studie na stavbu dvou VBER-500, které byly vhodnější, daly by se postavit do dvou až tří let a stály by jen 3 miliardy rublů. Rosatom souhlasil s podporou tohoto projektu. Kvůli naléhavosti realizace se vláda Murmanské oblasti obrátila na předsedu vlády Ruské federace Dmitrije Medveděva s žádostí o pomoc při realizaci projektu. Zejména bylo upozorněno na technické limity energetické sítě a problém s vedením vysokého napětí 330 kV z jaderné elektrárny do Murmansku, které nemůže dodávat energii do tamní sítě kvůli chybějící rozvodně v Murmansku. Pokud by nedošlo k rychlému řešení a dalším průtahům, uvedení do provozu se očekávalo nejdříve v roce 2025. Jako řešení nabídl Atomenergoprojekt Sankt Petersburg dříve plánovaný VVER-640, který společnost opět zpřístupnila jako nabídku od roku 2013 (jako konkurence k VVER-600, který má vyvinout Atomenergoprojekt Moskva). Firma slíbila, že do roka může být dokončena technická dokumentace a elektrárna může být postavena velmi rychle. Rosatom uvedl, že vyhodnocuje použitelnost tohoto typu pro jadernou elektrárnu Kola II. Ředitel jaderné elektrárny Vasilij Omelčuk byl proti této koncepci, protože byla technicky zastaralá, pocházela z 80. let.
Guvernérka Murmanské oblasti Marina Kovtun navštívila dne 15. dubna 2013 elektrárnu Kola, během níž se věnovala především projektu nové elektrárny. Uvedla, že získala podporu pro realizaci projektu od prezidenta Vladimira Putina.

### Současnost
V létě 2021 Rosatom oznámil, že výstavba nové jaderné elektrárny bude oficiálně zahájena v roce 2028 a první blok bude uveden do komerčního provozu v roce 2034. Termíny oznámil ředitel elektrárny Kola Vasilij Omelčuk na tiskové konferenci dne 18. června 2021. „Rozhodnutí postavit novou elektrárnu bylo učiněno v 90. letech, ale výstavba nebyla realizována“. Elektrárna se bude skládat ze dvou tlakovodních čtyřsmyčkových reaktorů VVER-600/498. V roce 2023 byl termín uvedení prvního bloku do provozu posunut na rok 2035.

### Nový plán
V srpnu 2024 vláda Ruska oznámila, že v rámci nového programu výstavby jaderných elektráren budou v letech 2035, 2037 a 2040 zprovozněny tři bloky VVER-S-600 v Kolské jaderné elektrárně II. Z tohoto plánu vyplývá, že tři nové bloky pokryjí celou kapacitu staré Kolské jaderné elektrárny po jejím definitivním odstavení.

## Informace o reaktorech
| Reaktor   | Typ reaktoru | Výkon | Výkon  | Zahájení výstavby | Připojení k síti | Uvedení do provozu | Uzavření |
| Reaktor   | Typ reaktoru | Čistý | Hrubý  | Zahájení výstavby | Připojení k síti | Uvedení do provozu | Uzavření |
| --------- | ------------ | ----- | ------ | ----------------- | ---------------- | ------------------ | -------- |
| Kola II-1 | VVER-S-600   |       | 600 MW |                   |                  | 2035               |          |
| Kola II-2 | VVER-S-600   |       | 600 MW |                   |                  | 2037               |          |
| Kola II-3 | VVER-S-600   |       | 600 MW |                   |                  | 2040               |          |